# Каролина Шути
Каролина Шути (на немски: Carolina Schutti) е австрийска писателка, авторка на романи, разкази, радиопиеси и литературна теория.

## Биография и творчество
Каролина Шути е родена през 1976 г. в Инсбрук. Изучава германистика, англицистика, американистика и концертна китара. Завършва вокално обучение и защитава докторат върху творчеството на Елиас Канети.
Преподава в университета на Флоренция и става научен сътрудник в „Литературния дом на Ин“.
Прекъсва хабилитацията си (на тема „Памет и общество“), за да се посвети на литературно творчество.
Книгите ѝ са преведени на много езици.

## Публикации
- Die Bibel in Elias Canettis „Blendung“. Eine Studie zur Intertextualität mit einem Verzeichnis der Bibelstellen, Diss. Innsbruck University Press, Innsbruck 2006
- Wer getragen wird, braucht keine Schuhe, 2010
- Kalte Asche, Hörspiel, 2011
- einmal muss ich über weiches Gras gelaufen sein, 2012

Някога навярно съм вървяла по мека трева, изд.: ИК „Персей“, София (2018), прев. Ваня Пенева
- ...lautlos, Hörspiel, 2014
- Eulen fliegen lautlos, 2015
- Nervenfieber, 2018

## Награди и отличия
- 2007: Anerkennungspreis der Jury des Preises des Fürstentums Liechtenstein für wissenschaftliche Forschung an der Leopold-Franzens-Universität Innsbruck
- 2009: START Stipendium des BM:UKK
- 2010: Autorenprämie des BM:UKK
- 2010: Literaturförderstipendium der Stadt Innsbruck
- 2010: Arbeitsstipendium des Landes Tirol
- 2011: Nominierung für den Rauriser Literaturpreis
- 2011: Mentoringprojekt des BM:UKK
- 2011/12: Staatsstipendium für Literatur und Jahresstipendium der Literar-Mechana
- 2012: Alois-Vogel-Literaturpreis (in diesem Jahr erstmals vergeben)
- 2012: Nominierung für den Alpha Literaturpreis
- 2015: Literaturpreis der Europäischen Union für Einmal muss ich über weiches Gras gelaufen sein
- 2016: Hilde-Zach-Literaturstipendium